# Župnija Veliki Gaber
Župnija Veliki Gaber je rimskokatoliška teritorialna župnija dekanije Trebnje škofije Novo mesto.
Do 7. aprila 2006, ko je bila ustanovljena škofija Novo mesto, je bila župnija del nadškofije Ljubljana.

### Farne spominske plošče
V župniji so postavljene Farne spominske plošče, na katerih so imena vaščanov iz okoliških vasi, ki so padli nasilne smrti na protikomunistični strani v letih 1942-1945. Skupno je na ploščah 116 imen.